# Joaquim Jovellar i Soler
Joaquim Jovellar i Soler (castellà: Joaquín Jovellar Soler)  (Palma, 28 de desembre de 1819 - Madrid, 17 d'abril de 1892) fou un militar i polític mallorquí, que ostentà els càrrecs de capità general de Cuba i Filipines, ministre de la Guerra i President del Govern d'Espanya.

## Inicis
El pare de Jovellar era també militar, originari de la Franja de Ponent, i la seva mare una dama de Manresa. La destinació del seu pare va fer que Joaquim nasqués a Palma el 28 de desembre de 1819. Va voler seguir la carrera militar i als setze anys era alferes. Participà en la Primera Guerra Carlina i, en acabada, fou nomenat capità i destinat a Cuba, de 1842 a 1849.
De retorn a la Península, el 1953 fou nomenat major i el 1860, participant com a ajudant personal de Leopoldo O'Donnell a la guerra d'Àfrica, fou ferit a la batalla de Wad-Ras i ascendit a coronel.
El 1866 es va enfrontar a la revolta de la caserna de San Gil i fou ferit. Va rebre un ascens a general de divisió però, descontent amb el rumb del govern, va donar suport a la Revolució de 1868, que va provocar la caiguda de la reina Isabel II.

## Partidari de la Restauració
El 1872 fou nomenat tinent general i l'any següent fou enviat pel govern de la República com a capità general a Cuba, on es va veure implicat en l'incident del Virginius. El 1874 tornà a la Península i feu costat a Martínez-Campos en el pronunciament a favor de l'accés al tron d'Alfons XII. Al costat d'aquest participà, com a general en cap de l'Exèrcit del Centre, a l'ofensiva contra els carlins, que foren arraconats al Nord, i que significà el principi de la fi de la tercera guerra carlina.

## President del Govern Espanyol
El mateix 1874 fou nomenat ministre de la Guerra per Antonio Cánovas del Castillo. El 1875 fou promogut a Capità General pel rei. Aquest mateix any, dins de les reformes pensades per al nou règim de la Restauració, Cánovas no va considerar pertinent barrejar el seu nom amb la supressió del sufragi universal i el retorn al sistema censatari a les eleccions, per això va provocar una crisi de govern i Jovellar, mantenint el ministeri de la Guerra, va assumir també la presidència del govern des del 12 de setembre al 2 de desembre de 1875. En aquest període hom va procedir a derogar la Constitució de 1869 i Cánovas va recuperar immediatament la presidència i va convocar les eleccions.
El 1876 va tornar a Cuba com a capità general. Hi va estar tres anys. El 1883 fou requerit com a capità general de les Filipines, fins a 1885. Aquest any va tornar a ésser nomenat ministre de la Guerra per Práxedes Mateo Sagasta.
Jovellar va morir a Madrid el 16 d'abril de 1892.

## Dedicatòries
A Vinaròs, una plaça cèntrica de la població rep el nom de plaça Jovellar, en honor de la participació d'aquest en la recuperació de la zona de mans de les tropes carlines.
A l'Havana també hi ha un carrer principal amb el seu nom on, encara que la denominació oficial és 27 de Noviembre, hom li manté el nom popular.
L'escriptor i periodista Josep Joaquim Ribó li dedica un assaig històric sobre la seva vida.